# 1900

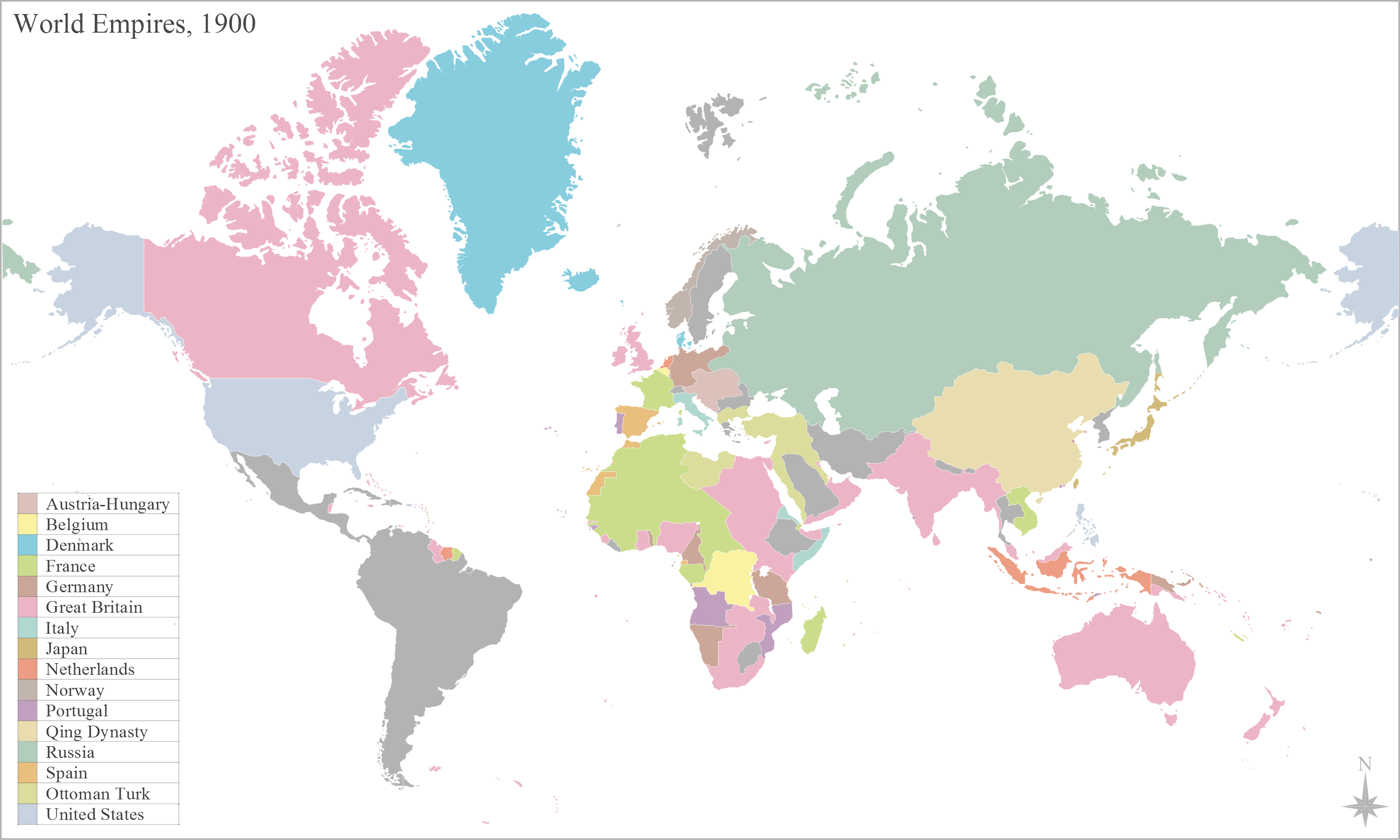
Imperios coloniales en el año 1900.

1900 (MCM) fue un año común comenzado en lunes según el calendario gregoriano y un año bisiesto comenzado en sábado según el calendario juliano. A partir del 1 de marzo de este año (17 de febrero en el calendario juliano), al existir un día más en los años seculares que no son múltiplos de 400 en el calendario juliano, la diferencia entre ambos calendarios aumentó a 13 días; diferencia que se mantendrá hasta el 16 de febrerojul./ 1 de marzo de 2100greg. (debido a que el año 2000 si fue un año bisiesto).
Fue el año 1900 de la era común y del anno Domini, el año 900 del segundo milenio, el centésimo y último año del siglo XIX y el primer año de la década de 1900. Fue un Año Santo, declarado por el papa León XIII.

## Acontecimientos

### Enero
- 1 de enero

→ Guerra anglo-bóer: Las autoridades británicas toman resguardos para prevenir una insurrección de la población holandesa favorable a los bóeres que vive en la Colonia del Cabo y suprimirla en caso de que ocurra. A pesar de que los rumores de una sublevación pro bóer han sido desmentidos, la mayor parte de los colonos británicos se han organizado en sistemas de guardias civiles o de barrios, así como poseen armas para actuar en sus localidades para responder a eventuales ataques.
→ Guerra anglo-bóer: Alemania protesta nuevamente ante Reino Unido por la detención y registro del buque alemán “SS Bundesrath” por parte del crucero británico "HMS Magicienne" ocurrido el pasado 22 de diciembre de 1899. La acción fue por sospecha de que Alemania presta ayuda a las repúblicas bóeres. Entre los pasajeros hay tres oficiales alemanes y 20 hombres con uniforme kaki.
→ Guerra filipino-estadounidense: La esposa y las hermanas del líder rebelde Emilio Aguinaldo, junto a otros 21 rebeldes filipinos, se rinden al 3.er regimiento de infantería de Estados Unidos en Bóntoc. Con ellos también se libera a dos estadounidenses y dos españoles que el grupo mantenía prisioneros.
- 2 de enero: en Buenos Aires (Argentina), Mauro Cortese Realiza la inspeccion de ley 257 en Montevideo 1196.
- 3 de enero: en Montreal (Canadá), Emile Berliner comienza a fabricar los discos de siete pulgadas (sencillos), grabados de un solo lado.
- 4 de enero: en el distrito de Ajalkalaki (Georgia), un fuerte terremoto provoca la destrucción de seis pueblos.
- 8 de enero: en Estados Unidos, el líder de la Iglesia de Jesucristo de los Santos de los Últimos Días declara que la práctica de la poligamia ha sido abandonada por sus seguidores y que su iglesia ya no la autoriza.
- 9 de enero: en la Piazza della libertà de Roma (Italia), se funda la Società Sportiva Lazio, club de fútbol.
- 9 de enero: en Estados Unidos, se crea el sello discográfico RCA Records.

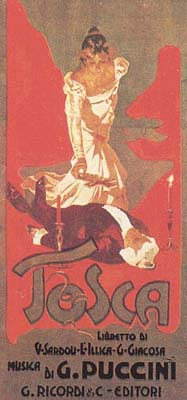
Cartel de la ópera Tosca.

- 14 de enero: en el teatro Costanzi de Roma (Italia) se estrena la ópera Tosca de Giacomo Puccini.
- 21 de enero: en el estado de Colima (México), un fuerte terremoto provoca la muerte a 70 personas y deja cientos de heridos, además de importantes daños materiales.
- 27 de enero: en China sucede la rebelión de los bóxers. Diplomáticos extranjeros en Pekín piden acciones disciplinarias.
- 29 de enero: en Chicago se funda la Liga estadounidense de Béisbol.

### Febrero
- 1 de febrero: en Barcelona (España), el pintor español Pablo Picasso realiza su primera muestra individual en el café-cervecería Els Quatre Gats.
- 9 de febrero: se anuncia la creación de la Copa Davis.
- 27 de febrero: en Múnich (Alemania) se funda el club de fútbol FC Bayern.

### Marzo
- 1 de marzo: una escuadra británica es equipada con telegrafía sin hilos, lo que ofrece posibilidades de coordinación militar desconocidas hasta entonces.
- 11 de marzo: en la provincia de Almería, España, se funda el Monte de Piedad y Caja de Ahorros de Almería, en actividad hasta su integración en Unicaja en 1991.
- 13 de marzo: las Cortes españolas aprueban la modificación de las condiciones de trabajo infantil: se prohíbe contratar a niños menores de diez años, y de esa edad a catorce años, no podrán trabajar más de ocho horas ni por la noche.
- 15 de marzo: se representa en París el drama en verso El joven bardo, de Edmond Rostand, con la actriz Sarah Bernhardt como protagonista.

### Abril
- 14 de abril: en París (Francia) se funda la Unión Ciclista Internacional, a la que se adhieren los equipos ciclistas de 96 naciones
- 14 de abril: apertura de la Exposición Internacional de París, que será visitada por 47 millones de personas. En la Exposición se presenta la primera escalera mecánica de la historia, que genera una considerable expectación.
- 22 de abril: tropas francesas conquistan la región de los lagos del Chad en la batalla de Kousséri.
- 27 de abril: una gran parte de la capital de Canadá (Ottawa), queda destruida por un incendio.
- 27 de abril: el físico británico William Thomson (Lord Kelvin) dio una conferencia titulada "Nineteenth-Century Clouds over the Dynamical Theory of Heat and Light" (Nubes del siglo XIX sobre la teoría dinámica del calor y la luz), que iniciaba "La belleza y la claridad de la teoría dinámica, que afirma que el calor y la luz sean modos de movimiento, en la actualidad está oscurecida por dos nubes."

### Mayo
- 1 de mayo: gran agitación obrera en España, con huelgas en casi todos los sectores y dura represión de las fuerzas de seguridad del Estado.
- 11 de mayo: el boxeador de Estados Unidos James J. Jeffries vence por nocaut a su compatriota James J. Corbett en combate celebrado en Coney Island, Nueva York, por el título mundial de los pesos pesados.

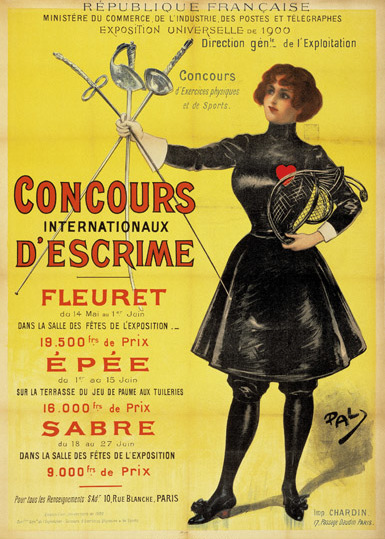
Cartel de los Juegos Olímpicos de París 1900.

- 20 de mayo: en el marco de la Exposición Universal de París (1900), se celebran los Juegos Olímpicos, que son los segundos de la era moderna.
- 26 de mayo: en Colombia ―en el marco de la Guerra de los Mil Días― se libra la batalla de Palonegro.
- 28 de mayo: eclipse total de Sol, observable en un arco de visión que se extendía desde Oporto (Portugal), hasta Elche (España).
- 31 de mayo: en Sudáfrica, tropas británicas ocupan la ciudad de Johannesburgo, con lo que la Guerra de los bóeres queda prácticamente decidida.

### Junio
- 9 de junio: en la cárcel británica de Ranchi (ciudad del este de la India) muere bajo misteriosas circunstancias Birsa Munda (25), una importante figura en el Movimiento de independencia indio.

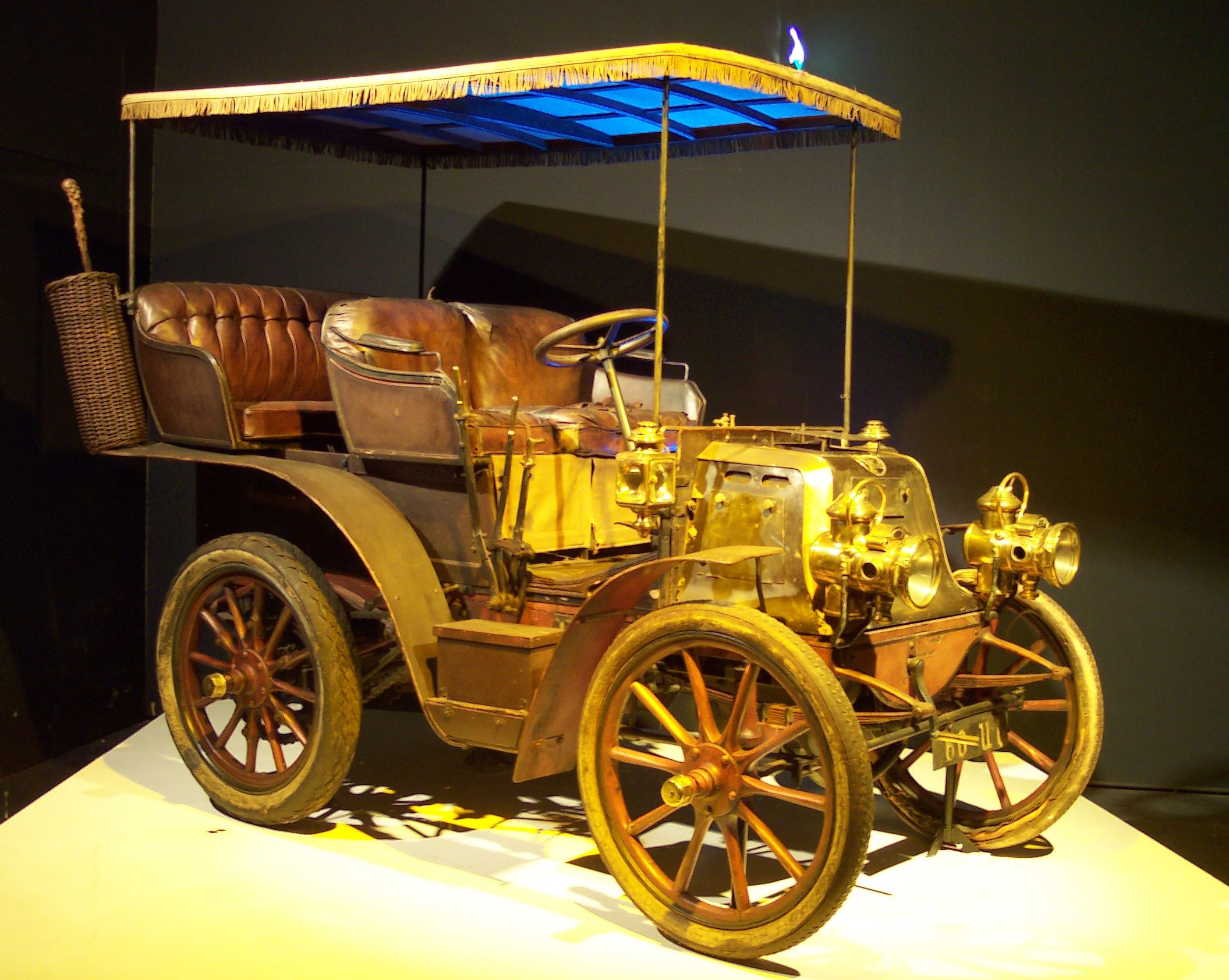
Panhard de 1899.

- 14 de junio: en la carrera automovilística París-Lyon, el piloto francés F. Charron se impone al volante de un Panhard, con una velocidad media de 62 km/h, todo un récord de la época.
- 16 de junio: en Lübeck se inaugura el canal Elbe-Trave.
- 30 de junio: en el puerto de Hoboken (en Nueva Jersey), un incendio causa más de trescientos muertos.

### Julio
- 1 de julio: se estrena en Helsinki, Finlandia, la obra sinfónica Finlandia, del compositor Jean Sibelius.

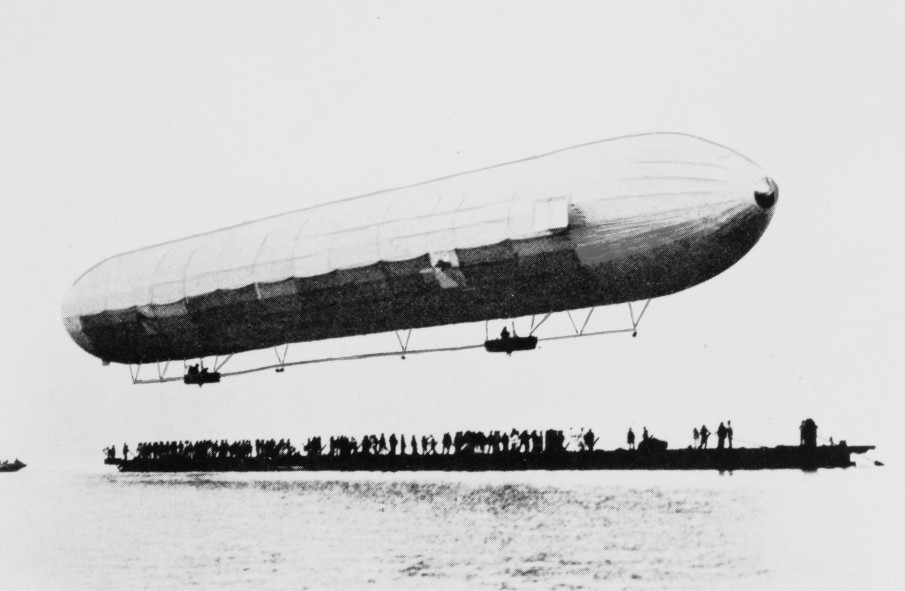
Vuelo del primer Zepelín en el lago de Constanza el 2 de julio de 1900.

- 2 de julio: en Alemania, partiendo del lago de Constanza, el conde Ferdinand von Zeppelin emprende el primer vuelo con el dirigible rígido LZ 1.
- 9 de julio: la reina Victoria de Inglaterra promulga la constitución federal de Australia.
- 19 de julio: gran éxito en la primera representación de la zarzuela de los hermanos Quintero, El estreno, con música de Chapí.
- 19 de julio: entra en servicio el primer tramo del metro de París.
- 29 de julio: el rey de Italia Humberto I muere como consecuencia de un atentado anarquista en la ciudad de Monza.
- 31 de julio: el vicepresidente de Colombia, José Manuel Marroquín, con el apoyo del ejército, da un golpe de Estado contra el presidente Sanclemente. Con esta revolución militar se inicia una guerra que duraría dos años.
- 31 de julio: en Mostar (Bosnia y Herzegovina) se registra la temperatura más alta en la Historia de ese país: 46,2 °C (115,2 °F).

### Agosto
- 1 de agosto: la nadadora alemana Renate Schultz, de Hamburgo, registra la sensacional marca de 1 min 27,6 s en estilo libre. Se trata del primer récord femenino en natación del que se tiene conocimiento.
- 2 de agosto: en París (Francia) se realiza un fallido atentado contra Mozaffareddín, el sah de Persia.
- 9 de agosto: Estados Unidos vence al equipo británico por 3-0, en Boston, en la primera edición del torneo de la Copa Davis.
- 12 de agosto: Wilhelm Steinitz, el primer campeón mundial de ajedrez de 1886 a 1894, muere en la miseria en un hospital psiquiátrico de Nueva York.
- 25 de agosto: fallece a los 55 años el filósofo alemán Friedrich Nietzsche.

### Septiembre
- 1 de septiembre: en Glasgow, 83 personas permanecen en observación bajo sospecha de padecer la peste bubónica.
- 6 de septiembre: el revolucionario ruso Vladímir Lenin llega a Múnich, donde reside de manera ilegal con el nombre de Meyer.

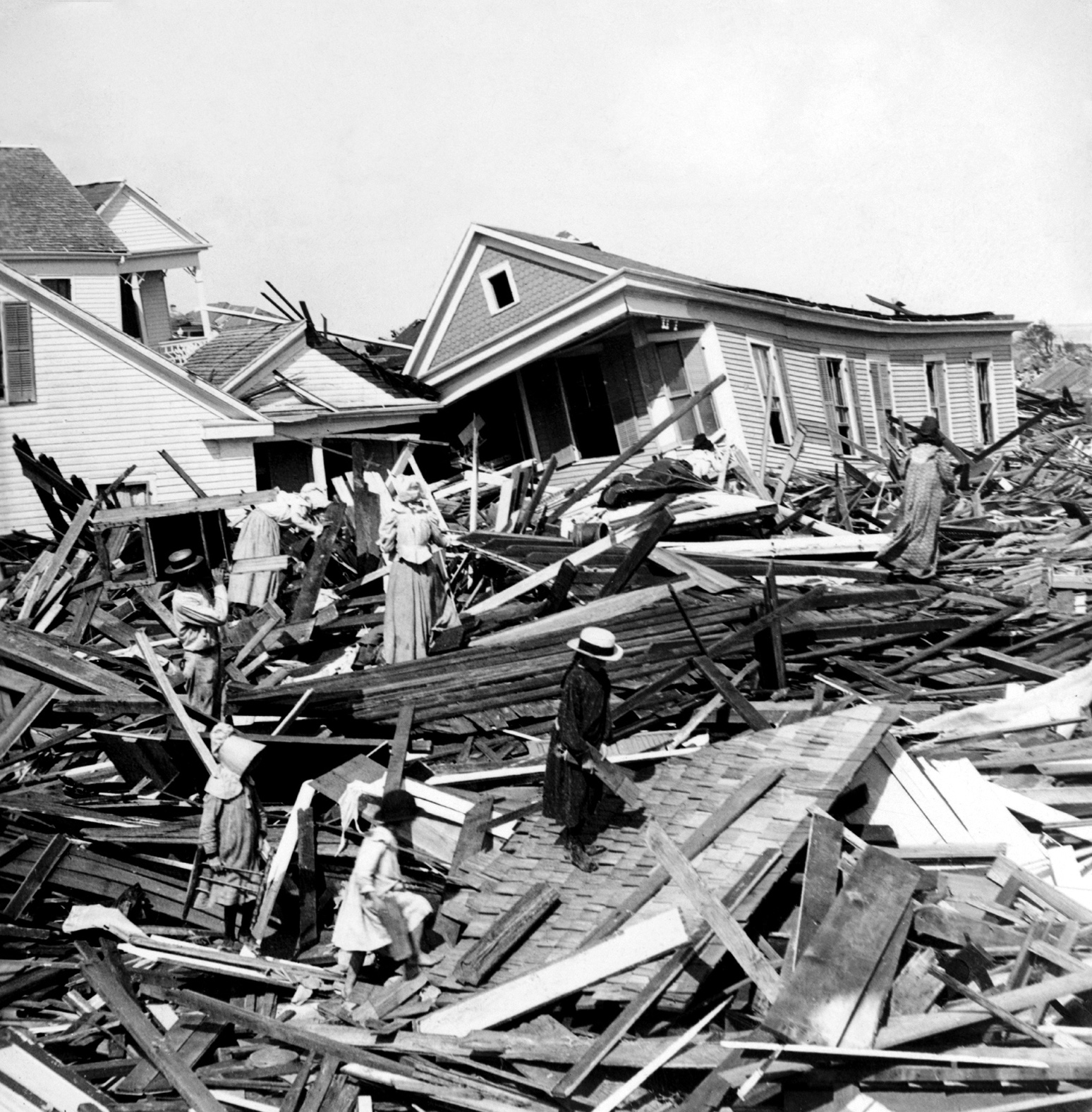
Desastres causados por un huracán en Galveston (Texas).

- 8 de septiembre: Un devastador huracán de categoría 4 en la escala de Saffir-Simpson asola Galveston, Texas, matando a entre 6000 y 12 000 personas y dejando a más de 30 000 sin hogar. Se lo recuerda como el Gran Huracán de Galveston.

### Octubre
- 1 de octubre: en la Exposición Universal de París se consigue por primera vez la sincronización del sonido y la imagen en el cine.
- 19 de octubre: el físico alemán Max Planck hace públicos los fundamentos básicos a partir de los cuales se llegará a formular la física cuántica.
- 25 de octubre: Eugenio Py filma y exhibe la primera película argentina (documental), el Viaje del Dr. Campos Sales a Buenos Aires, que registró la visita a Buenos Aires del presidente de Brasil, Manuel Ferraz de Campos Sales. Eugenio Py lo filmó, reveló y estrenó el mismo día. Lo exhibió en la Casa Rosada, y entre el público se encontraba el presidente Julio Argentino Roca, el expresidente Bartolomé Mitre y el mandatario brasileño.
- 28 de octubre: en Barcelona (España) se funda el Real Club Deportivo Español.
- 29 de octubre: en el estado de Miranda, Venezuela, se registra un fuerte terremoto de 7,7 que provoca un tsunami de 5 metros de altura y deja un saldo de 140 fallecidos.
- 31 de octubre: 
  - en Ecuador se crea El escudo de la bandera de Ecuador.
  - en España se crean las matrículas automovilísticas.

### Noviembre
- 6 de noviembre: Elecciones presidenciales de Estados Unidos de 1900. El presidente republicano William McKinley vence en los comicios al demócrata William Jennings Bryan por 242 votos electorales frente a 205 de los demócratas.
- 15 de noviembre: estreno en Estocolmo de la obra de August Strindberg Camino de Damasco.

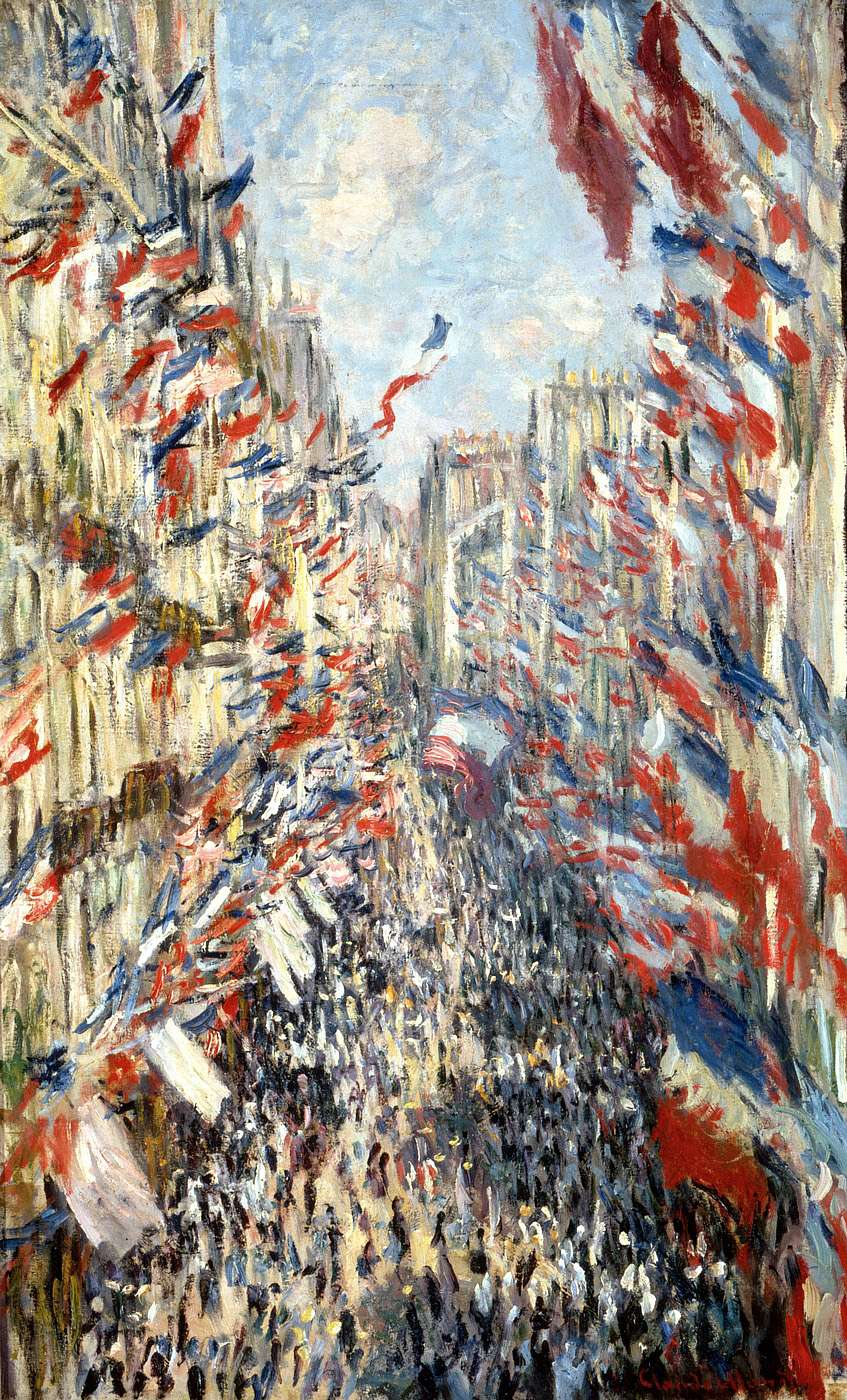
La calle Montorgueil, cuadro de Claude Monet.

- 22 de noviembre: el pintor Claude Monet expone en la galería parisiense Durand-Ruel.
- 30 de noviembre: en su exilio en París fallece el escritor británico Oscar Wilde, máximo representante en literatura de la estética del decadentismo.

### Diciembre
- 1 de diciembre: el Congreso de Bolivia rechaza la pretensión de Chile de un territorio limítrofe entre los dos países.
- 1 de diciembre: en México el general Porfirio Díaz ocupa la presidencia por séptima vez para el mandato presidencial 1900-1904.
- 14 de diciembre: el físico alemán Max Planck, presenta su teoría cuántica.
- 27 de diciembre: la Santa Sede prolonga el Año Santo a seis años para los católicos que viven fuera de Roma.
- 31 de diciembre: último día del Siglo XIX.

### Acontecimientos sin fecha conocida
- Se funda Colonia Morelos, unas de las colonias de mormones en el hoy estado de Sonora, México.

## Arte y literatura
- L. Frank Baum: El maravilloso mago de Oz
- Joseph Conrad: Lord Jim
- Jules Verne:
  - El testamento de un excéntrico
  - Segunda patria

## Deportes

### Juegos Olímpicos
- Del 14 de mayo al 28 de octubre se celebran los II Juegos Olímpicos de la era moderna en París (Francia), cuyo medallero gana Francia.

### Ciclismo
- 14 de abril: se funda en París la Unión Ciclista Internacional, a la que se adhieren los equipos ciclistas de 96 naciones.

### Fútbol
- 18 de marzo: en Ámsterdam, Países Bajos, se funda el Amsterdamsche Football Club Ajax.
- 25 de mayo: Inauguración en Montevideo del Estadio Gran Parque Central, estadio del Club Nacional de Football, en el que se jugó el primer partido de la historia de la Copa Mundial de Fútbol, el 13 de julio de 1930.
- 28 de octubre: Un grupo de estudiantes catalanes, con Ángel Rodríguez Ruiz a la cabeza, fundan el Real Club Deportivo Español.
- 1 de noviembre: en Palermo (Italia) se funda el club Unione Sportiva Città di Palermo.

### Golf
- Abierto de Estados Unidos:  Harry Vardon.
- Abierto Británico de Golf:  John Henry Taylor.

### Tenis
- Del 8 al 10 de agosto se celebra la 1ª edición de la Copa Davis. Estados Unidos se proclama campeón en la final ante Reino Unido.

- Abierto de Estados Unidos:
  - Ganadora individual: Myrtle McAteer por  .
  - Ganador individual: Malcolm Whitman por  .

- Campeonato de Wimbledon:
  - Ganadora individual: Blanche Bingley .
  - Ganador individual: Reginald Doherty .

- Torneo de Roland Garros:
  - Ganadora individual: Hélène Prévost .
  - Ganador individual: Paul Aymé .

## Nacimientos

### Enero
- 1 de enero: 

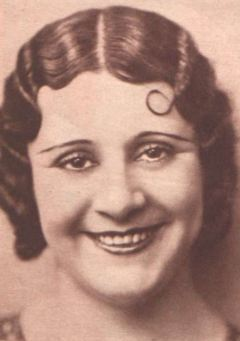
Aurora Redondo

  - Aurora Redondo, actriz española (f. 1996).
  - Xavier Cugat, compositor y director de orquesta español (f. 1990).
- 4 de enero: James Bond, ornitólogo estadounidense (f. 1989).
- 5 de enero: Yves Tanguy, pintor surrealista estadounidense de origen francés (f. 1955).
- 8 de enero: 
  - Serge Poliakoff, pintor ruso (f. 1969).
  - Alfredo Espino, poeta salvadoreño (f. 1928).
- 12 de enero: Mimí Cal, actriz y comediante cubana (f. 1978).
- 16 de enero: Edith Frank-Holländer, personalidad alemana (f. 1945).
- 17 de enero: Pepe Arias, actor cómico argentino (f. 1967).
- 18 de enero: Darío Gómez Serrato, poeta en lengua guaraní, músico, compositor, columnista de periódicos, y autor de versos populares paraguayo (f. 1985).
- 19 de enero: Edgar Allan Poe, escritor y poeta estadounidense (f. 1949).
- 25 de enero: Theodosius Dobzhansky, genetista ucraniano (f. 1975).
- 27 de enero: Hyman Rickover, almirante estadounidense (f. 1986).
- 28 de enero: Hermann Kesten, escritor alemán (f. 1996).

### Febrero

Luis Buñuel

- 3 de febrero: Juana Álvarez-Prida y Vega, profesora y química española (f. 2000).
- 5 de febrero: 
  - Jacques Prévert, escritor y guionista de cine francés (f. 1977).
  - Adlai Stevenson, político estadounidense (f. 1962).
- 11 de febrero: 
  - Thomas Hitchcock Jr., jugador de polo estadounidense (f. 1944).
  - Hans-Georg Gadamer, filósofo y centenario alemán (f. 2002).
- 19 de febrero: Yorgos Seferis, poeta y diplomático griego (f. 1971).
- 22 de febrero: 
  - Luis Buñuel, director de cine español (f. 1983).
  - Sean O'Faolain, escritor irlandés (f. 1991).
- 23 de febrero: Roberto Carpio, músico y compositor peruano (f. 1986).
- 26 de febrero:

Margarita Ferreras, escritora y poetisa española perteneciente a la Generación del 27 (f. 1964).
Elisa Hall de Asturias, escritora e intelectual guatemalteca (f. 1982).
- 28 de febrero: Wolfram Hirth, piloto e ingeniero aeronáutico alemán (f. 1959).

### Marzo
- 2 de marzo: 

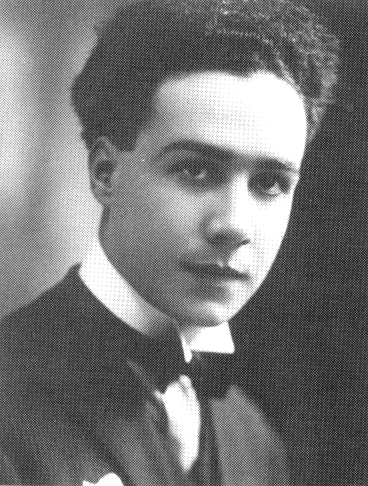
Leopoldo Marechal

  - Kurt Weill, compositor alemán (f. 1950).
  - Matilde Muñoz Sampedro, actriz española (f. 1969).
- 6 de marzo: Abraham Shlonsky, poeta y editor ucraniano-israelí (f. 1973).
- 9 de marzo: Howard H. Aiken, ingeniero informático estadounidense (f. 1973).
- 11 de marzo: Leopoldo Marechal, escritor argentino (f. 1970).
- 12 de marzo: Gustavo Rojas Pinilla, militar colombiano, dictador entre 1953 y 1957 (f. 1975).
- 13 de marzo: Salote Tupou III, reina tongana entre 1918 y 1965 (f. 1965).
- 15 de marzo: Wolfgang Schadewaldt, filólogo alemán (f. 1974).
- 19 de marzo: 
  - Jean Frédéric Joliot-Curie, físico francés, premio nobel de química en 1935 (f. 1958).
  - Carmen Carbonell, actriz española (f. 1988).
- 23 de marzo: Erich Fromm, psicoanalista estadounidense de origen alemán (f. 1980).
- 30 de marzo: María Moliner, bibliotecaria, filóloga y lexicógrafa española (f. 1981).

### Abril
- 2 de abril: Roberto Arlt, escritor y dramaturgo argentino (f. 1942).
- 5 de abril: 
  - Marcelino Abad Tolentino, "Don Mashico" hombre peruano supercentenario vivo más longevo.
  - Spencer Tracy, actor estadounidense (f. 1967).

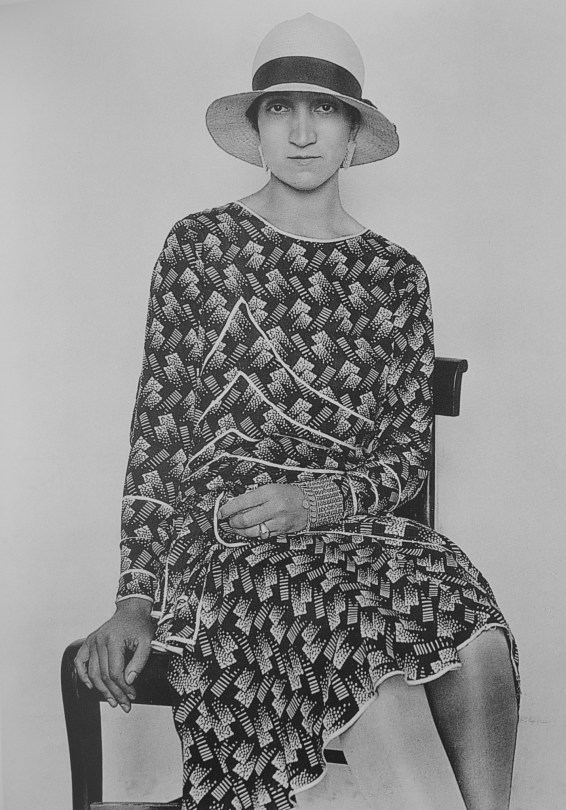
Antonieta Rivas Mercado

- 6 de abril: Ángel Valbuena Prat, crítico e historiador español (f. 1977).
- 7 de abril: Tebbs Lloyd Johnson, atleta británico (f. 1984).
- 19 de abril: Allen Jenkins, actor estadounidense (f. 1974).
- 21 de abril: Hans Fritzsche, periodista y líder nazi alemán (f. 1953).
- 25 de abril: Fidel Velázquez, líder sindical mexicano (f. 1997).
- 26 de abril: 
  - Charles Francis Richter, sismólogo estadounidense (f. 1985).
  - Roberto Arlt, novelista, cuentista, dramaturgo, periodista e inventor argentino. (f. 1942).
- 27 de abril: Walter Lantz, dibujante y animador estadounidense (f. 1994).
- 28 de abril: 
  - Maurice Thorez, líder sindical comunista francés (f. 1964).
  - Jan Hendrik Oort, astrónomo neerlandés (f. 1992).
  - Antonieta Rivas Mercado, escritora mexicana (f. 1931).
- 29 de abril: Concha de Albornoz, intelectual feminista española (f. 1972).

### Mayo
- 12 de mayo: Pedro Puig Adam, matemático español (f. 1960).
- 14 de mayo: Mario Soffici, director de cine argentino de origen italiano (f. 1977).
- 17 de mayo: Ruhollah Jomeiní dirigente político iraní (f. 1989)'
- 22 de mayo: 
  - Juan Arvizu tenor lírico y cantante bolero de México (f. 1985)
  - Yvonne de Gaulle, personalidad francesa (f. 1979).
- 24 de mayo: Eduardo De Filippo, actor, dramaturgo, director y humorista italiano (f. 1984).
- 26 de mayo: Aaron Douglas, pintor estadounidense (f. 1979).

### Junio
- 12 de junio: Clyde Geronimi, director de cine de animación italoestadounidense (f. 1989).
- 15 de junio: Gotthard Günther, filósofo alemán (f. 1984).
- 17 de junio: 
  - María Tereza Montoya, empresaria teatral y actriz mexicana (f. 1970).
  - Martin Bormann, líder nazi alemán (f. 1945).
- 25 de junio: Luis Mountbatten: Exgobernador general de la India (f. 1979).
- 26 de junio: Ada D'Aloja: antropóloga, química, geógrafa, docente e investigadora italiana naturalizada mexicana (f. 2004).
- 27 de junio: Carmen Carrillo de Antúnez, escultora mexicana (f. 1981).
- 29 de junio: Antoine de Saint-Exupéry, escritor y piloto francés (f. 1944).

### Julio
- 7 de julio: Maria Bard, actriz alemana (f. 1944).
- 8 de julio: George Antheil, músico estadounidense (f. 1959).
- 12 de julio: Manuel Antonio Pérez Sánchez, poeta gallego (f. 1930).
- 13 de julio: Teresa de Los Andes, monja carmelita chilena (f. 1920).
- 19 de julio: Nathalie Sarraute, novelista francesa (f. 1999).
- 24 de junio: Carmen Clemente Travieso: periodista pionera del feminismo venezolana (f. 1983).
- 25 de julio: Enrique Amorim, narrador, poeta, dramaturgo, ensayista y guionista cinematográfico uruguayo (f. 1960).
- 27 de julio: Charles Vidor, cineasta estadounidense de origen húngaro (f. 1959).
- 31 de julio: Ignacio Artamendi, pelotari español (f. 1953).

### Agosto
- 4 de agosto: Isabel Bowes-Lyon, reina consorte británica (f. 2002).
- 4 de agosto: Mamerto Figueroa, político chileno (f. 1974).
- 4 de agosto: Arturo Umberto Illia, presidente argentino entre 1963 y 1966 (f. 1983).
- 4 de agosto: Nabi Tajima, supercentenaria japonesa, mujer viva más anciana del mundo y asiática más longeva de la historia hasta la fecha, última persona viva nacida en el siglo XIX[5][6] (f. 2018).
- 6 de agosto: Cecil Howard Green, científico, filántropo y centenario estadounidense de origen británico (f. 2003).
- 8 de agosto: Rafael Botí, pintor español (f. 1995).
- 11 de agosto: Alexandr Mosólov, compositor soviético (f. 1977).
- 11 de agosto: Charlie Paddock, atleta estadounidense (f. 1943).
- 15 de agosto: Roque Centurión Miranda, director de teatro, actor de teatro, radio y cine, y dramaturgo paraguayo (f. 1960).
- 18 de agosto: Ruth Bónner (Ruf Grigorievna Bónner), activista comunista soviética (f. 1987), sentenciada a un campo de trabajo durante la Gran Purga de Iósif Stalin; madre de Yelena Bónner (1923‑2011) y suegra del físico nuclear Andréi Sájarov (1921‑1989).
- 18 de agosto: Ernesto Camagni, obispo italiano (f. 1966).
- 18 de agosto: Ruth Norman, líder religiosa y estafadora anticientífica estadounidense (f. 1993), creadora de terapias de vidas pasadas y fundadora de la seudocientífica Academia de Ciencias Unarius, autonombrada «única embajadora» terrícola de la Confederación Interplanetaria.[7]
- 18 de agosto: Vijaya Lakshmi Pandit, diplomática y política india (f. 1990).
- 23 de agosto: Ernst Krenek, compositor austriaco (f. 1991).
- 25 de agosto: sir Hans Adolf Krebs, médico y bioquímico alemán (f. 1981).

### Septiembre
- 3 de septiembre: Urho Kekkonen, presidente finlandés entre 1956 y 1982 (f. 1986).
- 12 de septiembre: Haskell Curry, lógico y matemático estadounidense (f. 1982).
- 28 de septiembre: Borís Yefímov, dibujante ruso (f. 2008).
- 29 de septiembre: Miguel Alemán Valdés, político mexicano, presidente entre 1946 y 1952 (f. 1983).
- 30 de septiembre: Joaquín Pardavé, actor, cantautor, guionista y director de cine mexicano (f. 1955).

### Octubre

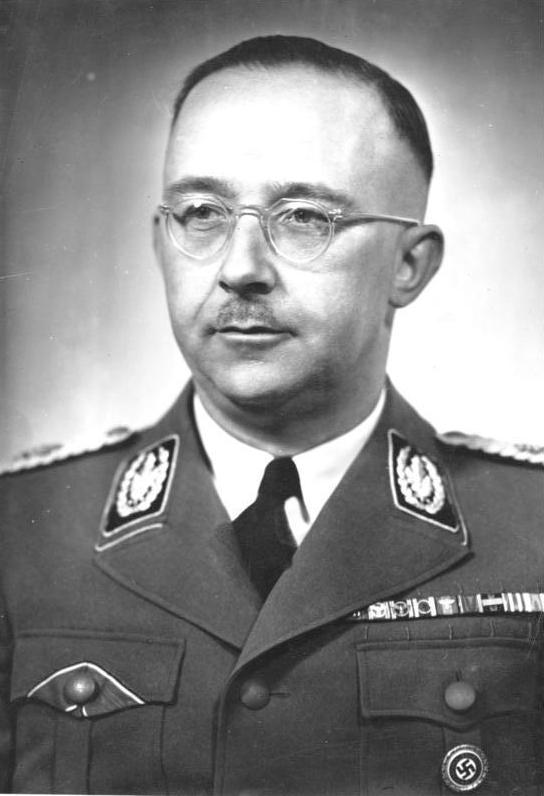
Heinrich Himmler

- 7 de octubre: Heinrich Himmler, dirigente nazi alemán (f. 1945).
- 12 de octubre: Carlos Casaravilla, actor uruguayo. (f. 1981).
- 27 de octubre: Romelia Alarcón Folgar, poeta, periodista, y sufragista guatemalteca. (f. 1971).

### Noviembre

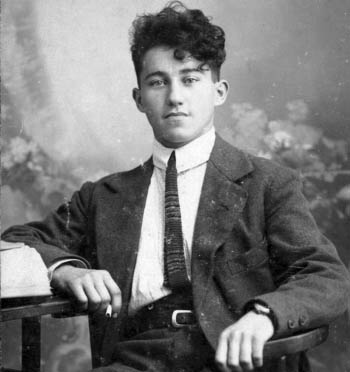
Adolf Dassler

- 3 de noviembre: Adolf Dassler, empresario alemán, fundador de la marca Adidas (f. 1978).
- 7 de noviembre: Nellie Campobello, escritora coreógrafa y poeta mexicana (f. 1986).
- 8 de noviembre: Margaret Mitchell, escritora estadounidense (f. 1949).
- 14 de noviembre: Juan D’Arienzo músico y director de orquesta argentino de tango (f. 1976).
- 21 de noviembre: Octavio Campero Echazú escritor y poeta boliviano (f. 1970).
- 22 de noviembre: Benigno Bejarano periodista y escritor español (f. 1944).
- 23 de noviembre: Mestre Bimba (Manuel dos Reis Machado), artista marcial brasileño (f. 1974).
- 25 de noviembre: 
  - Rudolf Höß, dirigente nazi alemán (f. 1947).
  - Elisa Elvira Zuloaga, pintora y grabadora venezolana (f. 1980).
- 26 de noviembre: Alfredo Barrera Vásquez, antropólogo, lingüista, filólogo, profesor e investigador de la cultura maya precolombina mexicano (f. 1980).

### Diciembre
- 1 de diciembre: Milagro Almenara Pérez, farmacéutica y feminista española, asesinada por los franquistas durante la guerra civil española (f. 1936).
- 2 de diciembre: Pedro Caba, filósofo, ensayista, novelista y poeta español. (f. 1992).
- 3 de diciembre: 
  - Richard Kuhn, químico alemán, premio nobel de química en 1938 (f. 1967).
  - Francisco "Pancho" Lara, cantautor salvadoreño (f. 1989).
- 6 de diciembre: Germán Arciniegas, ensayista, historiador, diplomático y político colombiano (f. 1999).
- 17 de diciembre: Mary Cartwright, matemática británica (f. 1998).
- 22 de diciembre: Marc Allégret, cineasta suizo (f. 1973).
- 29 de diciembre: Rigoberto Fontao Meza, poeta paraguayo (f. 1936).
- 31 de diciembre: Selma Burke, escultora y educadora estadounidense. (f. 1995).

### Nacimientos sin fecha conocida
- En 1900 o 1901: Joaquín Penina, anarquista catalán, asesinado por la dictadura militar a los 29 años en Rosario, Argentina, en 1930.
- David Álvarez Flores, un caricaturista, ilustrador, grabador y publicista español, fusilado por la dictadura franquista (f. 1940).
- Alexander Bogomolov, diplomático soviético (f. 1969).

## Fallecimientos

### Enero
- 3 de enero: Edwin George Monk, compositor británico (n. 1819).
- 8 de enero: Felipe Berriozábal, político mexicano (n. 1827).
- 19 de enero: Martin Bergen, beisbolista estadounidense (n. 1872).
- 20 de enero: John Ruskin, escritor, crítico cultural y reformador social británico (n. 1819).
- 20 de enero: Richard Blackmore, escritor británico (n. 1825).
- 22 de enero: David Edward Hughes, físico estadounidense de origen británico (n. 1831).
- 25 de enero: Adelaida Victoria de Hohenlohe-Langenburg, duquesa española (n. 1835).
- 31 de enero: John Sholto Douglas, octavo marqués de Queensberry, creador de las reglas del boxeo conocidas como Reglas de Queensberry (n. 1844).

### Febrero
- 6 de febrero: Uladislao Castellano, arzobispo argentino (n. 1834).

### Marzo
- 6 de marzo: Gottlieb Daimler, fabricante de autos alemán (n. 1834).
- 9 de marzo: Otto Maria Carpeaux, ensayista, crítico literario y periodista austríaco nacionalizado brasileño (f. 1978).
- 15 de marzo: Elwin Bruno Christoffel, pintor español (n. 1844).
- 23 de marzo: Lorenzo Casanova Ruiz, físico y matemático alemán (n. 1829).
- 30 de marzo: Leonardo Murialdo, sacerdote y santo católico italiano (n. 1828).

### Abril
- 2 de abril: Gustaf Åkerhielm, político sueco (n. 1833).
- 5 de abril: Joseph Louis François Bertrand, matemático y economista francés (n. 1822).
- 7 de abril: Frederic Edwin Church, pintor paisajista estadounidense (n. 1826).
- 10 de abril: Miguel Blanco Múzquiz, abogado y militar mexicano (n. 1817).
- 12 de abril: Tomás Gomensoro, presidente uruguayo (n. 1810).
- 14 de abril: Ernest Boulanger, compositor francés (n. 1815).
- 16 de abril: Dankmar Adler, arquitecto alemán (n. 1844).
- 18 de abril: Rudolf Charousek, ajedrecista húngaro (n. 1873).
- 19 de abril: Iván Aivazovski, pintor ruso (n. 1817).
- 20 de abril: Joseph Bertrand, matemático francés (n. 1822).
- 21 de abril: Alphonse Milne Edwards, ornitólogo francés (n. 1835).
- 26 de abril: Eugenio Torelli Viollier, periodista italiano, cofundador del Corriere della Sera (n. 1842).

### Mayo
- 13 de mayo: Alberto Bosch y Fustegueras, ingeniero y político español (n. 1848).
- 28 de mayo: George Grove, escritor sobre música y editor británico (n. 1820).

### Junio
- 5 de junio: Stephen Crane, escritor estadounidense (n. 1871).
- 20 de junio: Klemens von Ketteler, embajador alemán en Pekín, asesinado por los rebeldes bóxers (n. 1853).

### Julio
- 18 de julio: Johan Kjeldahl, químico danés (n. 1849).
- 29 de julio: Humberto I, político italiano, rey entre 1878 y 1900 (n. 1844).

### Agosto
- 4 de agosto: Etienne Lenoir, ingeniero belga, creador del motor de combustión interna (n. 1822).
- 5 de agosto: Santiago Pérez Manosalva, escritor, educador, periodista y político colombiano (n. 1830).
- 7 de agosto: Wilhelm Liebknecht, político socialista alemán (n. 1826).
- 12 de agosto: Wilhem Steinitz, primer campeón mundial de ajedrez (n. 1836).
- 16 de agosto: Eça de Queirós, narrador y diplomático portugués (n. 1845).
- 24 de agosto: Carlos Cassaffousth, ingeniero argentino (n. 1854).
- 25 de agosto: Friedrich Nietzsche, filósofo alemán (n. 1844).
- 25 de agosto: Kuroda Kiyotaka, primer ministro japonés (n. 1840).

### Septiembre
- 23 de septiembre: Arsenio Martínez-Campos Antón, militar y político español (n. 1831).

### Octubre
- 13 de octubre: Adolphe Cochery, político y periodista francés (n. 1826).

### Noviembre
- 10 de noviembre: Armand David, naturalista francés (n. 1826).
- 22 de noviembre: Arthur Seymour Sullivan, compositor británico (n. 1842).
- 30 de noviembre: Oscar Wilde, escritor británico (n. 1854).

### Diciembre
- 4 de diciembre: Aquileo Parra, presidente de los Estados Unidos de Colombia (1876-1878), (n. 1825)

### Fallecimientos sin fecha conocida
- En 1900: Lucio Dueñas, religioso y líder guerrillero español (n. 1817).

## Demografía
- La población mundial alcanza una estimación de 1650 millones.[8]
  - África: 133 millones
  - Asia: 947 millones
    - Japón: 44 millones

  - Europa: 408 millones
    - Alemania: 56 millones
    - Austria-Hungría 48 millones
    - España: 19 millones
    - Francia: 39 millones
    - Italia: 32 millones
    - Reino Unido: 35 millones
    - Rusia: 98 millones

  - América: 156 millones
    - Estados Unidos: 76 millones

  - Oceanía: 6 millones

- Las ciudades más pobladas de la Tierra eran:

1. Londres (Imperio británico), 6 507 000
2. París (Tercera República Francesa), 3 750 000
3. Nueva York (Estados Unidos), 3 437 000
4. Berlín (Imperio alemán), 1 889 000
5. Viena (Imperio austrohúngaro), 1 769 000
6. Chicago (Estados Unidos), 1 699 000
7. Tokio (Imperio del Japón), 1 497 000
8. San Petersburgo (Imperio ruso), 1 439 000
9. Mánchester (Reino Unido), 1 435 000
10. Filadelfia (Estados Unidos), 1 293 697
11. Moscú (Imperio ruso), 1 175 000